# Abi Phillips
Abi Phillips (Leigh, Gran Mánchester; 14 de enero de 1984) es una actriz y cantante inglesa, más conocida por haber interpretado a Liberty Savage en Hollyoaks.

## Carrera
El 10 de diciembre de 2010, se unió al elenco de la popular serie británica Hollyoaks, donde interpretó a la cantante Liberty Savage hasta el 24 de julio de 2013. Abi obtuvo el papel en la serie después de que escribiera e interpretara la canción "Missing You", con la cual llamó la atención de los productores. Posteriormente la actriz Jessamy Stoddart obtuvo el papel de Liberty, el cual interpreta desde el 5 de junio de 2018 hasta ahora.

## Vida personal
En mayo de 2022 se hizo público que había sido diagnosticada con cáncer de tiroides.

## Filmografía

### Serie de televisión
| Año         | Serie     | Personaje      | Notas        |
| ----------- | --------- | -------------- | ------------ |
| 2010 - 2013 | Hollyoaks | Liberty Savage | 96 episodios |

### Equipo misceláneo
| Año  | Título                | Notas              |
| ---- | --------------------- | ------------------ |
| 2012 | When Life's a Musical | corto - coreógrafa |